# درامن
درامن (Drammen) شهری است در نروژ و مرکز شهرستان بوسکرود. جمعیت این شهر حدود شصت و پنج هزار نفر است.
درامن یک شهر صنعتی در نروژ به‌شمار می‌آید. ۲۲ درصد از ساکنان این شهر را خارجی‌ها تشکیل می‌دهند. درامن از این بابت پس از اسلو (پایتخت) در رتبه دوم در نروژ قرار دارد.
درامن همچنین از بابت رودخانه درامن فیور (Drammensfjord) که از میان شهر می‌گذرد و همچنین تونل مارپیچی درون کوه، معروف به اسپیرالن (Spiralen) شهرت دارد.